# Jennifer Delgado
Jennifer Delgado (24 de julio de 1979) es una deportista española que compitió en taekwondo. Ganó una medalla de bronce en el Campeonato Mundial de Taekwondo de 1999, y dos medallas de plata en el Campeonato Europeo de Taekwondo en los años 2000 y 2004.

## Palmarés internacional
| Campeonato Mundial | Campeonato Mundial    | Campeonato Mundial | Campeonato Mundial |
| Año                | Lugar                 | Medalla            | Categoría          |
| ------------------ | --------------------- | ------------------ | ------------------ |
| 1999               | Edmonton (Canadá)     | Medalla de bronce  | –51 kg             |
| Campeonato Europeo |                       |                    |                    |
| Año                | Lugar                 | Medalla            | Categoría          |
| 2000               | Patras (Grecia)       | Medalla de plata   | –51 kg             |
| 2004               | Lillehammer (Noruega) | Medalla de plata   | –51 kg             |